# Riccardo Bagaini
Riccardo Bagaini (Sorengo, 12 ottobre 2000) è un atleta paralimpico italiano appartenente alla categoria T47 e specializzato nella corsa veloce. Primo atleta amputato italiano ad aver abbattuto il muro dei 50” sui 400 metri. Ha realizzato il suo sogno di partecipare alle Paralimpiadi di Parigi 2024.

## Biografia
Riccardo Bagaini è nato con l'arto sinistro troncato sull'avambraccio, a causa di una condizione congenita.
Da piccolo ha mostrato interesse per lo sci e, successivamente, si è appassionato al calcio, giocando anche a livello agonistico nel settore giovanile e all'atletica leggera.
Nel 2013, ha vinto il suo primo titolo italiano di corsa campestre ai campionati studenteschi. Questo successo lo spinse a perseguire una carriera nell'atletica paralimpica. L'anno successivo, si unì al GSH Sempione 82, abbandonando il calcio per dedicarsi completamente alla sua passione per la corsa.
Nel 2014 debuttò nei campionati nazionali paralimpici, conquistando la medaglia d'oro negli 800 e nei 1500 metri piani T47.
Nel 2015 venne convocato per la prima volta ai mondiali paralimpici giovanili IWASS nei Paesi Bassi aggiudicandosi le sue prime tre medaglie mondiali, oro argento e bronzo.
Nel 2016 prese parte al suo primo campionato internazionale a livello assoluto, gli europei paralimpici di Grosseto, dove si classificò decimo e ottavo nei 200 e 400 metri piani T47. In questa occasione fu l'atleta più giovane di tutta la manifestazione e fu prescelto come portabandiera della delegazione Italiana per la cerimonia di apertura.
Nel 2017 fu medaglia di bronzo nei 100 e 400 metri piani T42-47 ai mondiali paralimpici giovanili e medaglia d'argento nei 200 metri piani T42-47. Nello stesso anno conquistò il miglior risultato della sua carriera, la medaglia d'argento nella staffetta 4×100 metri T42-47 come terzo frazionista ai campionati mondiali paralimpici di Londra stabilendo il record italiano.
Ai campionati europei paralimpici di Berlino 2018 conquistò la medaglia d'argento nella staffetta 4×100 m T42-47/61-64 e quella di bronzo nei 200 metri piani T47 e nella staffetta universale, mentre nell'edizione 2021 di Bydgoszcz 2021 fu medaglia di bronzo nei 400 metri piani T47 con record italiano.
In carriera ha collezionato 36 titoli di campione italiano paralimpico assoluto, per tre volte ha ottenuto la medaglia di argento.
Partecipò alle Paralimpiadi di Parigi 2024.

## Palmarès
| Anno | Manifestazione                | Sede      | Evento                         | Risultato | Prestazione | Note             |
| ---- | ----------------------------- | --------- | ------------------------------ | --------- | ----------- | ---------------- |
| 2016 | Europei paralimpici           | Grosseto  | 200 m piani T47                | 10º       | 25"18       |                  |
| 2016 | Europei paralimpici           | Grosseto  | 400 m piani T47                | 8º        | 55"94       |                  |
| 2017 | Mondiali paralimpici juniores | Nottwil   | 100 m piani T42-47             | Bronzo    | 11"59       | Record nazionale |
| 2017 | Mondiali paralimpici juniores | Nottwil   | 200 m piani T42-47             | Argento   | 23"89       |                  |
| 2017 | Mondiali paralimpici juniores | Nottwil   | 400 m piani T42-47             | Bronzo    | 54"13       |                  |
| 2017 | Mondiali paralimpici          | Londra    | Staffetta 4×100 m T42-47       | Argento   | 43"32       | Record nazionale |
| 2017 | Europei paralimpici juniores  | Savona    | 100 m piani T47                | Oro       | 12"07       |                  |
| 2017 | Europei paralimpici juniores  | Savona    | 200 m piani T47                | Oro       | 24"39       |                  |
| 2017 | Europei paralimpici juniores  | Savona    | 400 m piani T47                | Oro       | 55"77       |                  |
| 2018 | Europei paralimpici           | Berlino   | 100 m piani T47                | 6º        | 11"60       |                  |
| 2018 | Europei paralimpici           | Berlino   | 200 m piani T47                | Bronzo    | 23"24       |                  |
| 2018 | Europei paralimpici           | Berlino   | Staffetta 4×100 m T42-47/61-64 | Argento   | 44"17       |                  |
| 2018 | Europei paralimpici           | Berlino   | Staffetta universale           | Bronzo    | 54"39       |                  |
| 2019 | Mondiali paralimpici juniores | Nottwil   | 100 m piani T47                | 5º        | 11"87       |                  |
| 2019 | Mondiali paralimpici juniores | Nottwil   | 200 m piani T47                | 6º        | 23"25       |                  |
| 2019 | Mondiali paralimpici juniores | Nottwil   | 400 m piani T47                | 6º        | 53"55       |                  |
| 2021 | Europei paralimpici           | Bydgoszcz | 400 m piani T47                | Bronzo    | 50"92       | Record nazionale |
| 2023 | Mondiali paralimpici          | Parigi    | 400 m piani T47                | dq        | dq          |                  |
| 2024 | Paralimpiadi                  | Parigi    | 400 m piani T47                | 10º       | 49"97       |                  |

## Campionati nazionali
2014

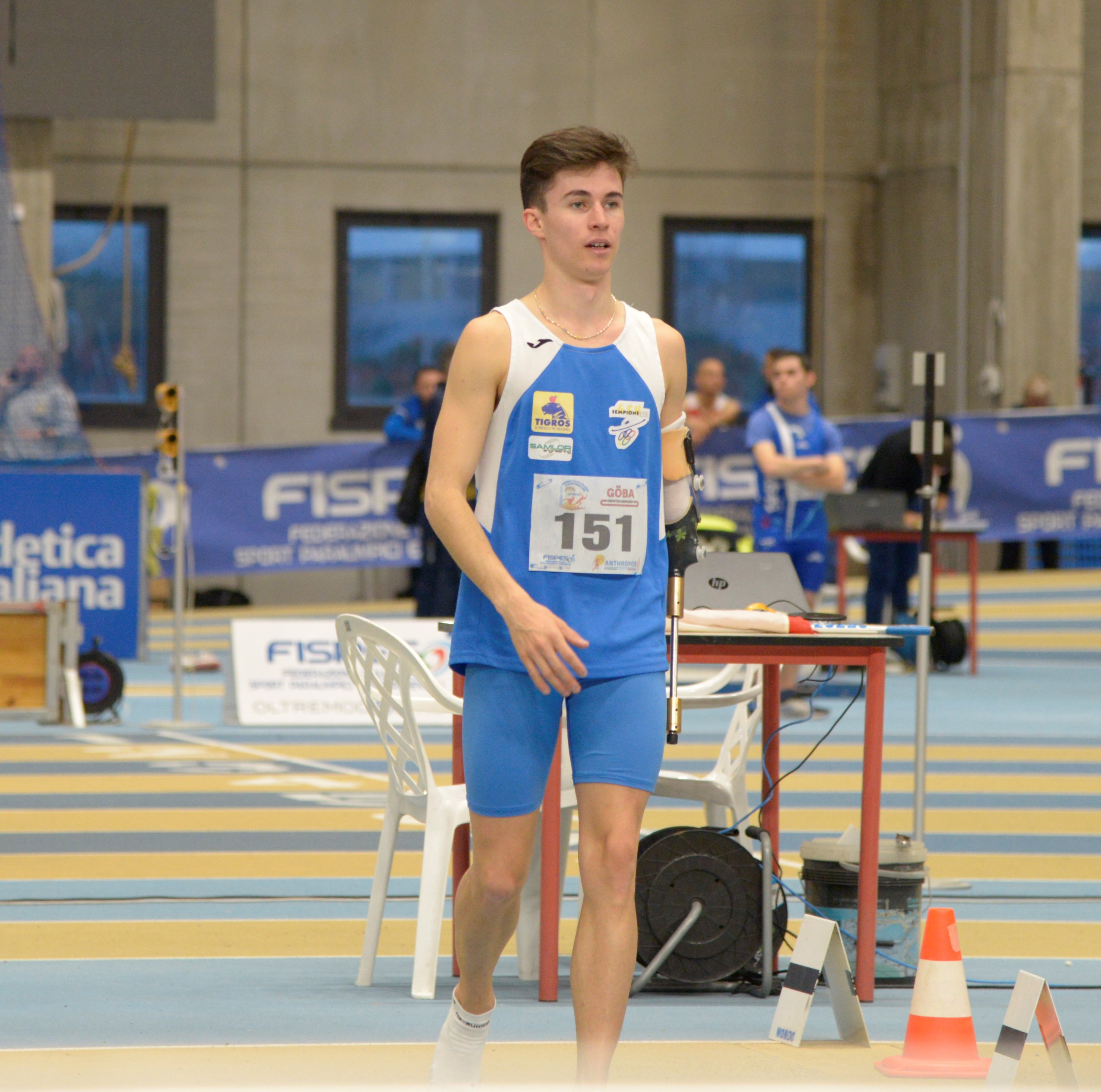
Riccardo Bagaini ai campionati italiani paralimpici indoor del 2023.

- Oro ai campionati italiani paralimpici assoluti, 800 m piani T46 - 2'33"64
- Oro ai campionati italiani paralimpici assoluti, 1500 m piani T46 - 5'24"40

2015
- Argento ai campionati italiani paralimpici assoluti indoor, 60 m piani T46 - 8"31
- Argento ai campionati italiani paralimpici assoluti indoor, 200 m piani T46 - 27"74
- Argento ai campionati italiani paralimpici assoluti indoor, 400 m piani T46 - 1'03"23
- Oro ai campionati italiani paralimpici assoluti, 100 m piani - 13"31
- Oro ai campionati italiani paralimpici assoluti, 200 m piani - 27"64
- Oro ai campionati italiani paralimpici assoluti, 400 m piani - 1'02"69

2016
- Oro ai campionati italiani paralimpici assoluti indoor, 60 m piani T47 - 7"88
- Oro ai campionati italiani paralimpici assoluti indoor, 200 m piani T47 - 25"60
- Oro ai campionati italiani paralimpici assoluti indoor, 400 m piani T47 - 57"21
- Oro ai campionati italiani paralimpici assoluti, 100 m piani T47 - 12"25
- Oro ai campionati italiani paralimpici assoluti, 200 m piani T47 - 25"12
- Oro ai campionati italiani paralimpici assoluti, staffetta 4×100 m T42-47 - 56"77

2017
- Oro ai campionati italiani paralimpici assoluti indoor, 60 m piani T47 - 7"62
- Oro ai campionati italiani paralimpici assoluti indoor, 200 m piani T47 - 24"86
- Oro ai campionati italiani paralimpici assoluti, 100 m piani T47 - 11"95
- Oro ai campionati italiani paralimpici assoluti, 200 m piani T47 - 23"81

2018
- Oro ai campionati italiani paralimpici assoluti indoor, 60 m piani T47 - 7"37
- Oro ai campionati italiani paralimpici assoluti indoor, 200 m piani T47 - 24"11
- Oro ai campionati italiani paralimpici assoluti, 100 m piani T47 - 11"64
- Oro ai campionati italiani paralimpici assoluti, 200 m piani T47 - 23"63

2019
- Oro ai campionati italiani paralimpici assoluti indoor, 60 m piani T47 - 7"47
- Oro ai campionati italiani paralimpici assoluti indoor, 200 m piani T47 - 24"16
- Oro ai campionati italiani paralimpici assoluti, 200 m piani T47 - 23"74
- Oro ai campionati italiani paralimpici assoluti, 400 m piani T47 - 53"35

2020
- Oro ai campionati italiani paralimpici assoluti, 400 m piani T47 - 51"24
- Oro ai campionati italiani paralimpici assoluti, 200 m piani T47 - 23"56

2021
- Oro ai campionati italiani paralimpici assoluti indoor, 400 m piani T47 - 52"63
- Oro ai campionati italiani paralimpici assoluti indoor, 200 m piani T47 - 25"91
- Oro ai campionati italiani paralimpici assoluti, 400 m piani T47 - 50"81
- Oro ai campionati italiani paralimpici assoluti, 200 m piani T47 - 23"17  eguagliato a Samuele Gobbi

2022
- Oro ai campionati italiani paralimpici assoluti indoor, 200 m piani T46-47
- Oro ai campionati italiani paralimpici assoluti indoor, 400 m piani T46-47
- Oro ai campionati italiani paralimpici assoluti, 200 m piani T46-47
- Oro ai campionati italiani paralimpici assoluti, 400 m piani T46-47

2023
- Oro ai campionati italiani paralimpici assoluti indoor, 200 m piani T46-47 - 23"35
- Oro ai campionati italiani paralimpici assoluti indoor, 400 m piani T46-47 - 52"52
- Oro ai campionati italiani paralimpici assoluti, 200 m piani T46-47
- Oro ai campionati italiani paralimpici assoluti, 400 m piani T46-47 - 49"70

2024
- Oro ai campionati italiani paralimpici assoluti indoor, 400 m piani T46-47 -
- Oro ai campionati italiani paralimpici assoluti, 200 m piani T46-47
- Oro ai campionati italiani paralimpici assoluti, 400 m piani T46-47

## Altre competizioni internazionali
- Oro ai campionati del mondo under 16 IWASS 2015, 200 m piani T47 - 27"88
- Oro al Golden Gala di Roma 2018 con Record Italiano, 100 m piani T47 - 11"51